# Аббас Абдуллахі Шейх Сіраджі
Аббас Абдуллахі Шейх Сіраджі (сом. Cabaas Cabdulaahi Sheikh Siraaji; араб. عباس عبد الله شيخ سراج; 15 серпня 1985 — 3 травня 2017) — сомалійський політик, протягом місяця служив міністром громадських робіт, доки його випадково застрелили в Могадішо в 2017 році.

## Біографія
Народився 15 серпня 1985 року в Сомалі. Сім'я утекла від громадянської війни до Кенії, коли йому було 5 років. Вони поселилися у таборі біженців у місті Дадааб. Його батько був шейхом і шанованим ісламським вченим у сомалійській громаді. Аббас навчався в ісламській школі. Середню освіту здобув в Дадаабі. Згодом навчався у Технологічному коледжі у Гаріссі. Пізніше він поступив у Кенійський методистський університет, а потім в Університет Моі, де отримав ступінь в галузі ділового адміністрування.
У 2011 році Аббас повернувся у Сомалі. Спершу він працював з громадськими організаціями, згодом зайнявся політикою. У 2016 році колегією виборників був обраний депутатом до нижньої палати Федерального парламенту Сомалі від міста Кісмайо.

### На посаді міністра
21 березня 2017 року прем'єр-міністр Хасан Алі Хайре призначив його міністром громадських робіт. Він приступив до виконання обов'язків 4 квітня, ставши наймолодшим членом кабінету у віці 31 років. Незважаючи на короткий період служби, він виконав багато суспільних проектів. Це зробило його найпопулярнішим і одним із найулюбленіших політиків у Сомалі.

### Смерть
3 травня 2017 року поблизу президентської резиденції «Вілла Сомалія» Аббаса Абдуллахі Шейх Сіраджі в його автомобілі застрелили агенти служби безпеки, прийнявши за терориста-смертника. У зв'язку з цим інцидентом президент Сомалі Мухамед Абдуллахі Мухамед змушений був перервати свій візит до Ефіопії та розпорядився провести ретельну перевірку трагедії.